# Прапор МЕРКОСУР
Прапор МЕРКОСУР є офіційним вексилологічним символом МЕРКОСУР .

## Історія
Емблема була обрана на конкурсі, організованому Управлінням комунікацій президентств держав-членів, на який було представлено 1412 робіт, а переможцем став аргентинський дизайнер Карлос Варау. Затвердження проекту-переможця відбулося на XI зустрічі Ради спільного ринку, що відбулася 16 і 17 грудня 1996 року в місті Форталеза, Сеара, Бразилія. У 2002 році Рада спільного ринку регулювала використання Спільного ринку півдня, абревіатури MERCOSUR та емблеми/логотипу MERCOSUR шляхом затвердження Рішення № 17/02. Відповідно до цього Рішення, символи використовуються в державах-учасницях і пов’язаних органах і можуть використовуватися без попереднього дозволу особами або національними організаціями держав-членів, завжди відповідно до цілей МЕРКОСУР.

Португаломовний варіант прапору.
Іспаномовний варіант прапору.

## Вексилологія та опис
Прапор МЕРКОСУР складається з білого прямокутника, а над ним розміщено емблему МЕРКОСУР, що складається з чотирьох синіх зірок, розташованих у вигнутій зеленій лінії, що представляє сузір’я Південного Хреста, що виходить із-за горизонту.

Чотири сині зірки також символізують чотири країни-засновниці: Аргентину, Бразилію, Парагвай і Уругвай.

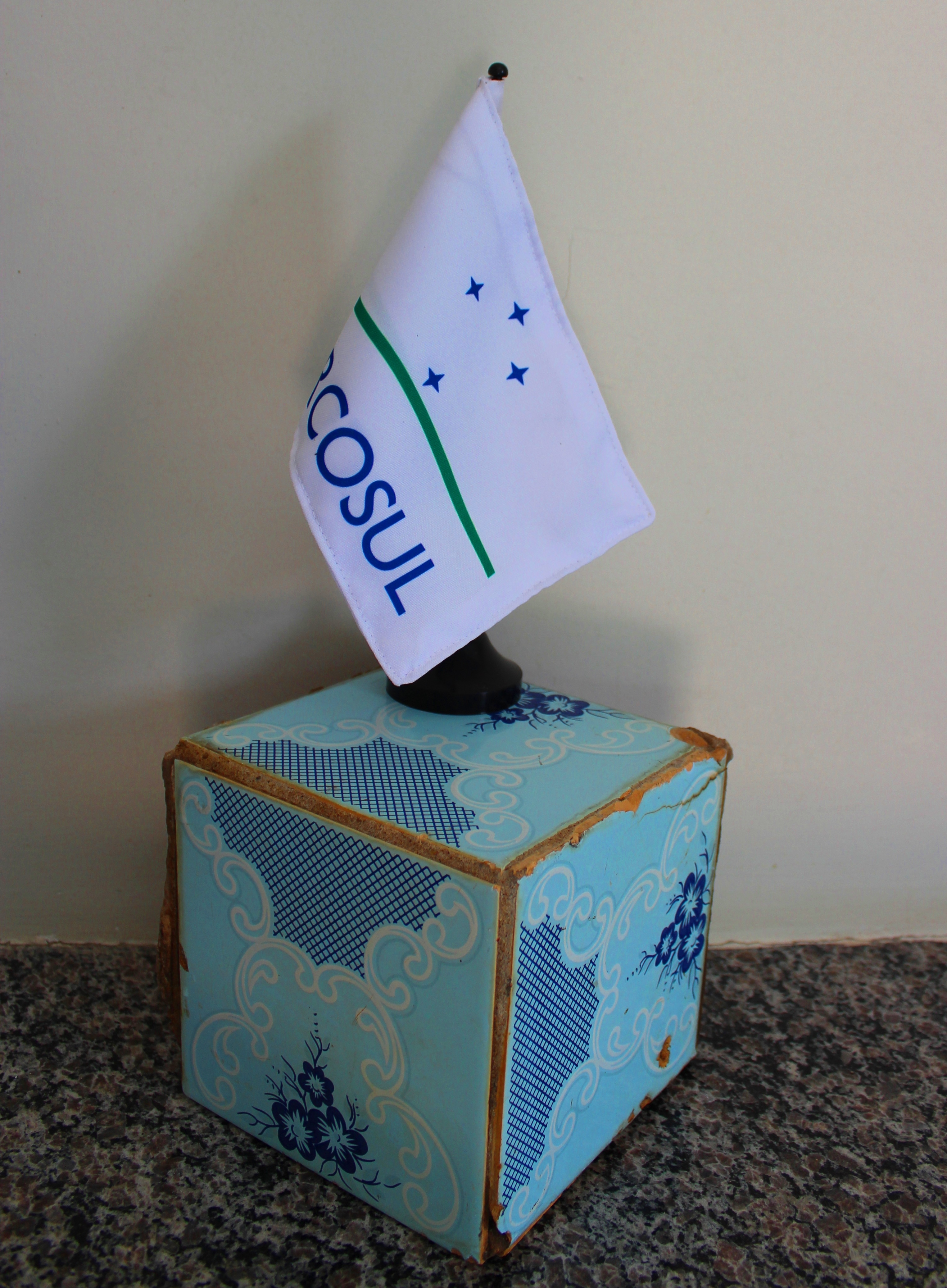
Формат настільного прапора на основі вінтажної плитки.
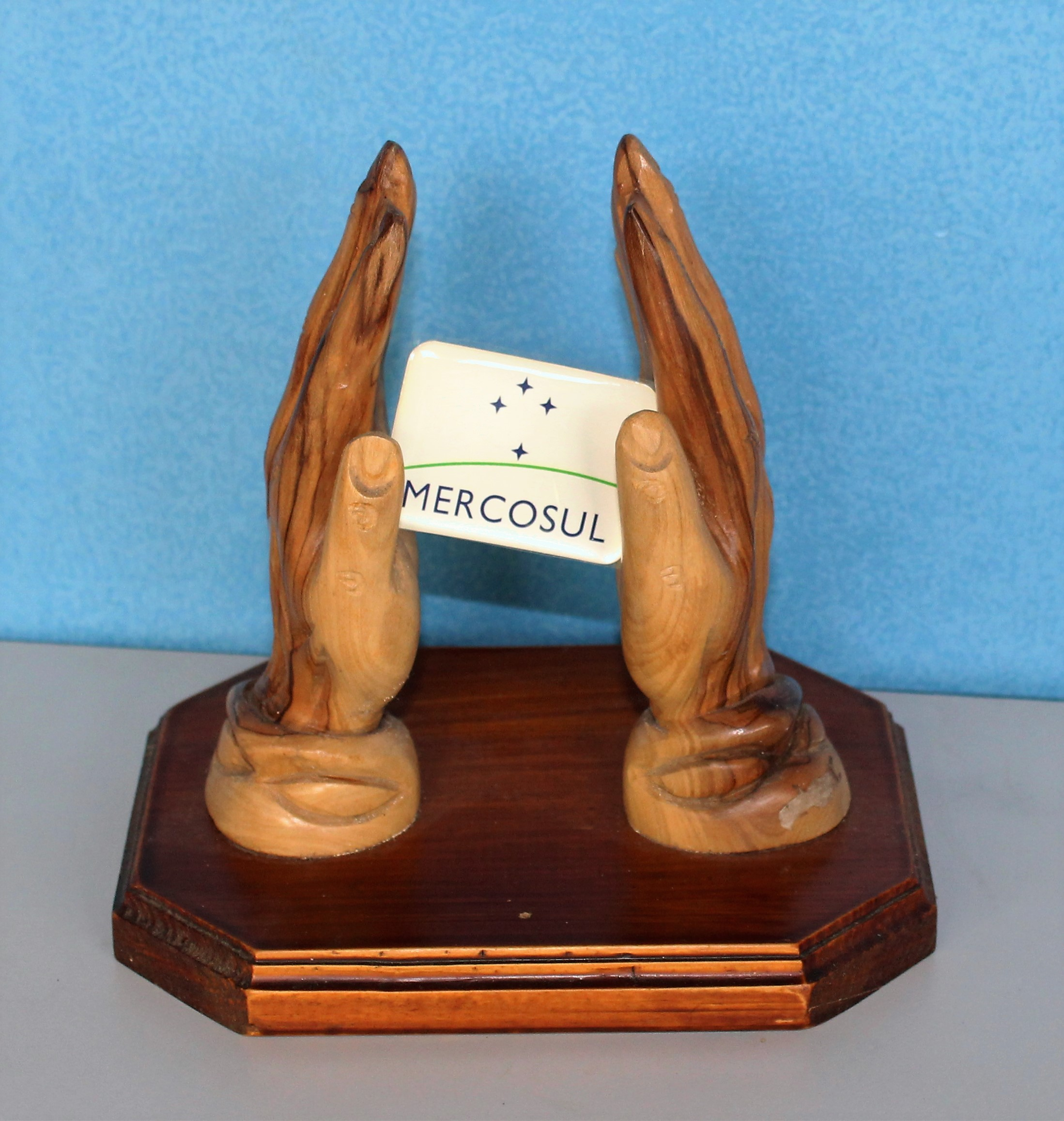
Вироби ручної роботи з дерева.